# 出動!謎ときヒーロー
『出動!謎ときヒーロー』（しゅつどう!なぞときヒーロー）は、TBS系列で放送されているバラエティ番組。

## 概要
"謎ときヒーロー探偵事務所"から派遣された調査員たちが、世の中にあふれる謎を調査し解明に挑むという設定の、ドラマ×ロケの2大要素をマッチングさせた謎解きドラマバラエティ。2021年6月の第1弾の放送以降、2022年3月時点までに特別番組として2回、レギュラー番組として全8回が放送された（詳細な放送日程については後述）。
探偵事務所の所長役を劇団ひとり、事務所の華となる存在をファーストサマーウイカが演じている。

## 放送日
| 回 | 放送日                    | 放送時間（JST）    | 備考                    |
| -- | ------------------------- | ------------------ | ----------------------- |
| 1  | 2021年6月12日             | 土曜 14:00 - 14:54 | 特別番組                |
| 2  | 2021年10月17日 - 12月26日 | 日曜 13:30 - 13:57 | レギュラー放送（全8回） |
| 3  | 2022年1月18日             | 火曜 19:00 - 20:54 | 初のゴールデン帯進出    |

## 出演者
探偵事務所・所長劇団ひとり
探偵事務所・事務員ファーストサマーウイカ

## ネット局

### スペシャル版
| 放送対象地域 | 放送局           | 系列    | 放送期間      | 放送時間           | ネット状況 |
| ------------ | ---------------- | ------- | ------------- | ------------------ | ---------- |
| 関東広域圏   | TBSテレビ（TBS） | TBS系列 | 2021年6月12日 | 土曜 14:00 - 14:54 | 制作局     |

### レギュラー放送
| 放送対象地域 | 放送局                | 系列    | 放送期間         | 放送時間                    | ネット状況 | 備考   |
| ------------ | --------------------- | ------- | ---------------- | --------------------------- | ---------- | ------ |
| 関東広域圏   | TBSテレビ（TBS）      | TBS系列 | 2021年10月17日 - | 日曜 13:30 - 13:57          | 制作局     | 制作局 |
| 宮城県       | 東北放送（TBC）       | TBS系列 | 2021年10月17日 - | 日曜 13:30 - 13:57          | 同時ネット |        |
| 福島県       | テレビユー福島（TUF） | TBS系列 | 2021年10月17日 - | 日曜 13:30 - 13:57          | 同時ネット |        |
| 新潟県       | 新潟放送（BSN）       | TBS系列 | 2021年10月17日 - | 日曜 13:30 - 13:57          | 同時ネット |        |
| 愛媛県       | あいテレビ（itv）     | TBS系列 | 2021年10月17日 - | 日曜 13:30 - 13:57          | 同時ネット |        |
| 福岡県       | RKB毎日放送（RKB）    | TBS系列 | 2021年11月27日 - | 土曜（金曜深夜）0:50 - 1:25 | 遅れネット | [ 1 ]  |
| 中京広域圏   | CBCテレビ（CBC）      | TBS系列 | 2021年11月27日 - | 土曜（金曜深夜）0:55 - 1:25 | 遅れネット |        |

## スタッフ

### レギュラー放送
- 構成：石塚祐介、大谷裕一、高橋秀一
- カメラ：川島孝夫
- 音声：山田亮祐
- 照明：齋藤卓
- 美術制作：水落紗羅
- メイク：内田泉
- イラスト：榎本よしたか
- 技術協力：イメージランド、オムニバス・ジャパン、セッターズ
- 編集：寺岡慎也
- MA：大竹雪乃
- リサーチ：正岡彩
- 協力：物理探査学会 ほか
- 宣伝：白井可奈子、竹井英俊
- PR動画：嶺川武士
- 音効：中村鉄太郎
- TK：長谷川道子
- 制作進行：大谷真弓
- AD：井上貴博、山田拓実、森本あゆみ、名嘉山龍乃介
- ディレクター：村松敬祐、山田恭平、境太資、柴田大輔
- 担当プロデューサー：伊藤隆大、森亜希子、飯沼美佐子
- ドラマ監督：亀山剛志
- 総合演出：白井秀知
- プロデューサー：上田淳也
- 制作協力：Kimika
- 制作：TBSテレビコンテンツ制作局バラエティ制作一部
- 制作著作：TBS

### スペシャル版
- 構成：石塚祐介、大谷裕一、高橋秀一
- カメラ：三浦貴広
- 音声：斎藤泉
- 照明：笹川満
- 美術プロデューサー：羽田一成
- 美術制作：浅野美幸
- 装飾：深山健太郎
- 衣装：原口恵里
- 持道具：岩本美徳
- メイク：森崎須磨子
- イラスト：榎本よしたか
- 技術協力：イメージランド、オムニバス・ジャパン、セッターズ、EYEZEN
- 編集：筒井公太
- MA：伊藤剛
- リサーチ：正岡彩
- 音効：中村鉄太郎
- TK：長谷川道子
- 制作進行：大谷真弓
- AD：井上貴博、宮田稜平、山田拓実、森本あゆみ
- ディレクター：山田恭平、村松敬祐、境太資
- 担当プロデューサー：飯沼美佐子
- 演出：白井秀知、亀山剛志
- プロデューサー：上田淳也
- チーフプロデューサー：坂本義幸
- 制作協力：Kimika
- 制作：TBSテレビコンテンツ制作局バラエティ制作一部
- 制作著作：TBS